# Al Core
Pour les articles homonymes, voir Core.
Al Core est un compositeur et disc jockey français de techno hardcore, ancien membre du groupe Micropoint.

## Biographie

### Carrière solo
Al Core se lance initialement aux côtés de Daniel Técoult dans le projet musical Micropoint. En parallèle à ce projet, Al Core développe des projets solos. En 1997, il fait paraître ses premiers EP en solo sur les labels Dead End, Psychik Genocide et Neurotoxic. Il signe en 1998 avec Chappy The Plumber, le premier vinyle Epileptik Chappy The Plumber avec le célèbre Hardcore Moi J'dis ! (Hard Disk Plumber). 
En 2001, Al Core décide de se consacrer à sa carrière solo. Il continue de se produire en live à travers la France. En 2003, Al Core sort son premier album solo intitulé Body Hammer. On y trouve divers invités comme Fast Forward et Virtualian. Le graphisme de la pochette est l'œuvre de Fred Beltran des Humanoïdes Associés. Le son d'Al Core se caractérise par des sonorités sombres et industrielles appuyées[réf. souhaitée]. Il truffe ses productions de samples, et fait parfois profiter ses auditeurs d'un humour noir caractéristique de sa personnalité[réf. souhaitée].
Le 22 mars 2010, Al Core fait paraître son nouvel album Atomic Requiem au label Audiogenic. En 2014, c'est au tour du quatrième album, Loudness War ; celui-ci est décrit comme un hommage au son dancefloor, alternant les sonorités dark et happy.
En 2022 il sort sur le label Industrial Strength Records de Lenny Dee son dernier album Industrial Snail avec un son entièrement repensé et résolument moderne.

### Micropoint
Passionné de techno depuis 1992, Al Core décide d’assouvir sa passion des musiques électroniques en fondant le groupe Micropoint avec un camarade de lycée connu actuellement sous le nom de DJ Radium. Micropoint deviendra au fil des années une des formations majeures du hardcore français. Ils sillonnent les raves d'Europe, peaufinant leur son pour aboutir à un son dancefloor : le hardcore « façon Micropoint » qui révolutionne le frenchcore, mouvance hardcore dominante en France et en particulier chez les compositeurs français. Le duo sort de nombreux maxis, leur premier hit légendaire étant l'EP Hardbreak ce qui leur permet, en 1998, de sortir l'album Neurophonie, considéré comme le premier véritable album de hardcore français[réf. nécessaire]. 
Cet album leur apporte la reconnaissance de la scène électronique internationale[réf. nécessaire]. À l'époque, cet opus surprend par la qualité de ses productions et propose une approche plus mesurée du hard drum[pas clair], avec des morceaux plus construits et réfléchis : un hardcore fédérateur, puissant, minimaliste et groovy. Le duo se produira même lors du grand final de la première techno parade en 1998, place de la Nation aux côtés de Laurent Garnier et Carl Cox devant plus de 100 000 personnes[réf. souhaitée]. En 1999, sous le pseudonyme Laurent Charnier, clin d'œil satyrique aux stars de la techno, Al Core signe de nouveau quatre morceaux chez Epileptik.
En 2000 sort Anesthésie International de Micropoint, un autre album devenu depuis un classique[réf. nécessaire] du hardcore français. Cet album s’est vendu à plus de 30 000 exemplaires, un record en France[réf. nécessaire]. C'est alors la grande époque du hardcore en France, aux côtés de Laurent Hô, Liza N'Eliaz et Manu le Malin, Micropoint fait partie des acteurs les plus respectés sur la scène électronique internationale. Micropoint sort l’album Overdose United en 2008, un album très attendu par le public[réf. nécessaire], dans un style incisif, énergique, futuriste et référencé avec encore de nombreuses contributions comme Lenny Dee, The Horrorist ou Punish Yourself. En 2009, Al Core participe activement à la tournée nationale de 2009 et 2010 « Onde de choc » organisée par Audiogenic en se produisant sur dix des douze dates jusqu’en février 2010[réf. nécessaire].

## Discographie

### Albums
- 2003 : Body Hammer
- 2003 : Body R-Mix
- 2010 : Atomic Requiem
- 2014 : Loudness Wars
- 2022 : Industrial Snail

### Maxis et singles
- 1997 : The First Battle E.P
- 2000 : Golghott 001
- 2000 : Karnage 002
- 2001 : Androgenic EP
- 2001 : Golghott 002
- 2002 : Golghott 003 (featuring)
- 2002 : Beast 19
- 2003 : AKR 002
- 2004 : Kenny 001 vs Golghott 001
- 2004 : Free Noize 04
- 2005 : East Metal
- 2005 : Golghott 004
- 2005 : Red Runner
- 2005 : Epileptik 36
- 2007 : Golghott 005
- 2007 : Kin Golghott LTD 001
- 2007 : Luxure 001